# Ладлоу Фолс (Охајо)
Ладлоу Фолс (енгл. Ludlow Falls) град је у америчкој савезној држави Охајо.

## Демографија
По попису из 2010. године број становника је 208, што је 2 (-1,0%) становника мање него 2000. године.
| Група             | 2000.       | 2010.       |
| Белци             | 205 (97,6%) | 207 (99,5%) |
| Афроамериканци    | 0 (0,0%)    | 0 (0,0%)    |
| Азијати           | 0 (0,0%)    | 0 (0,0%)    |
| Хиспаноамериканци | 1 (0,5%)    | 1 (0,5%)    |
| Укупно            | 210         | 208         |